# Carranque (kommunhuvudort)
Carranque är en kommunhuvudort i Spanien.   Den ligger i provinsen Toledo och regionen Kastilien-La Mancha, i den centrala delen av landet, 30 km sydväst om huvudstaden Madrid. Carranque ligger 662 meter över havet och antalet invånare är 2 494.
Terrängen runt Carranque är huvudsakligen platt. Carranque ligger uppe på en höjd. Runt Carranque är det ganska tätbefolkat, med 185 invånare per kvadratkilometer. Närmaste större samhälle är Móstoles, 17,2 km norr om Carranque. Trakten runt Carranque består till största delen av jordbruksmark.